# Memorial a Alan Turing

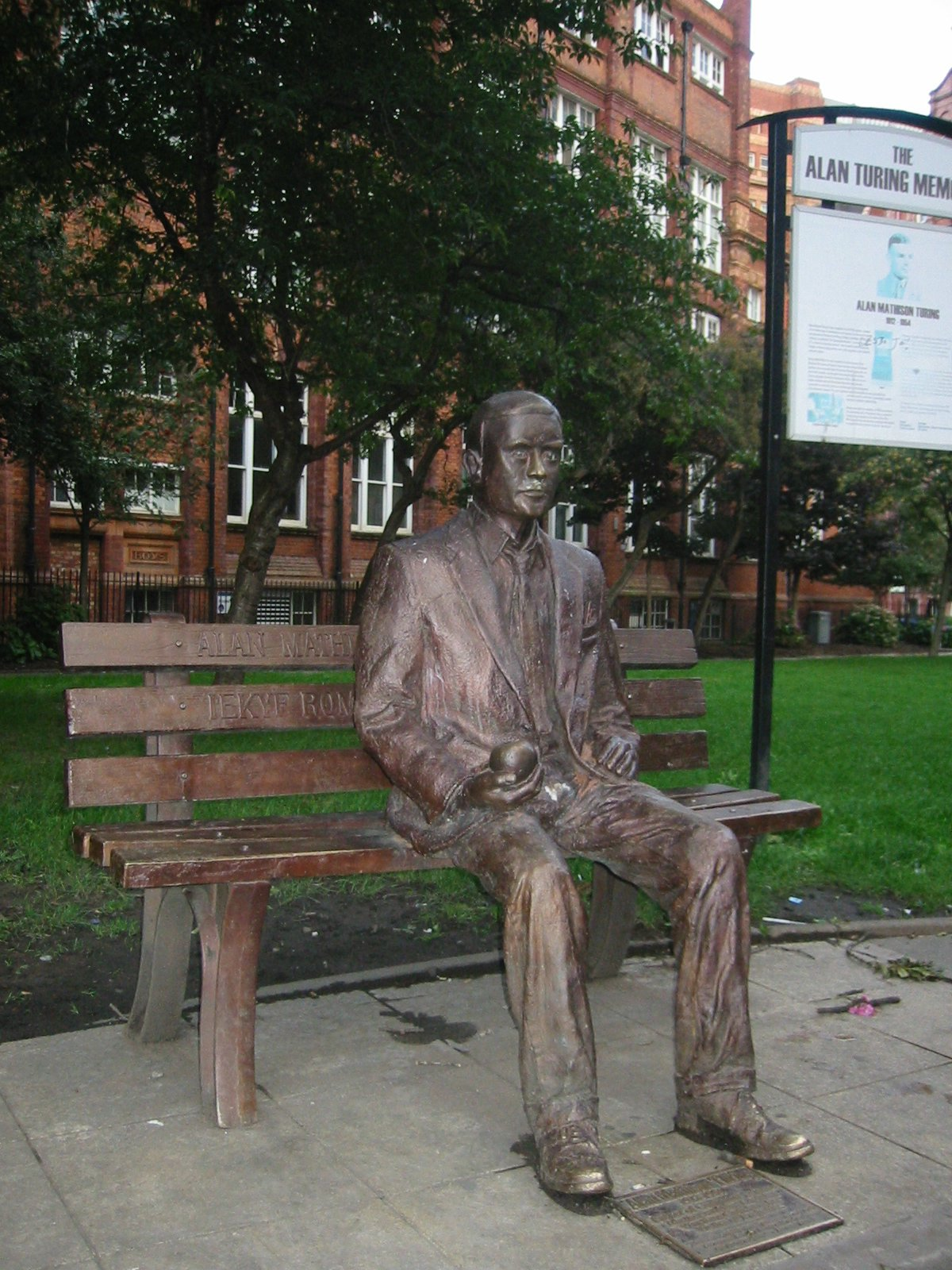
Memorial a Alan Turing.

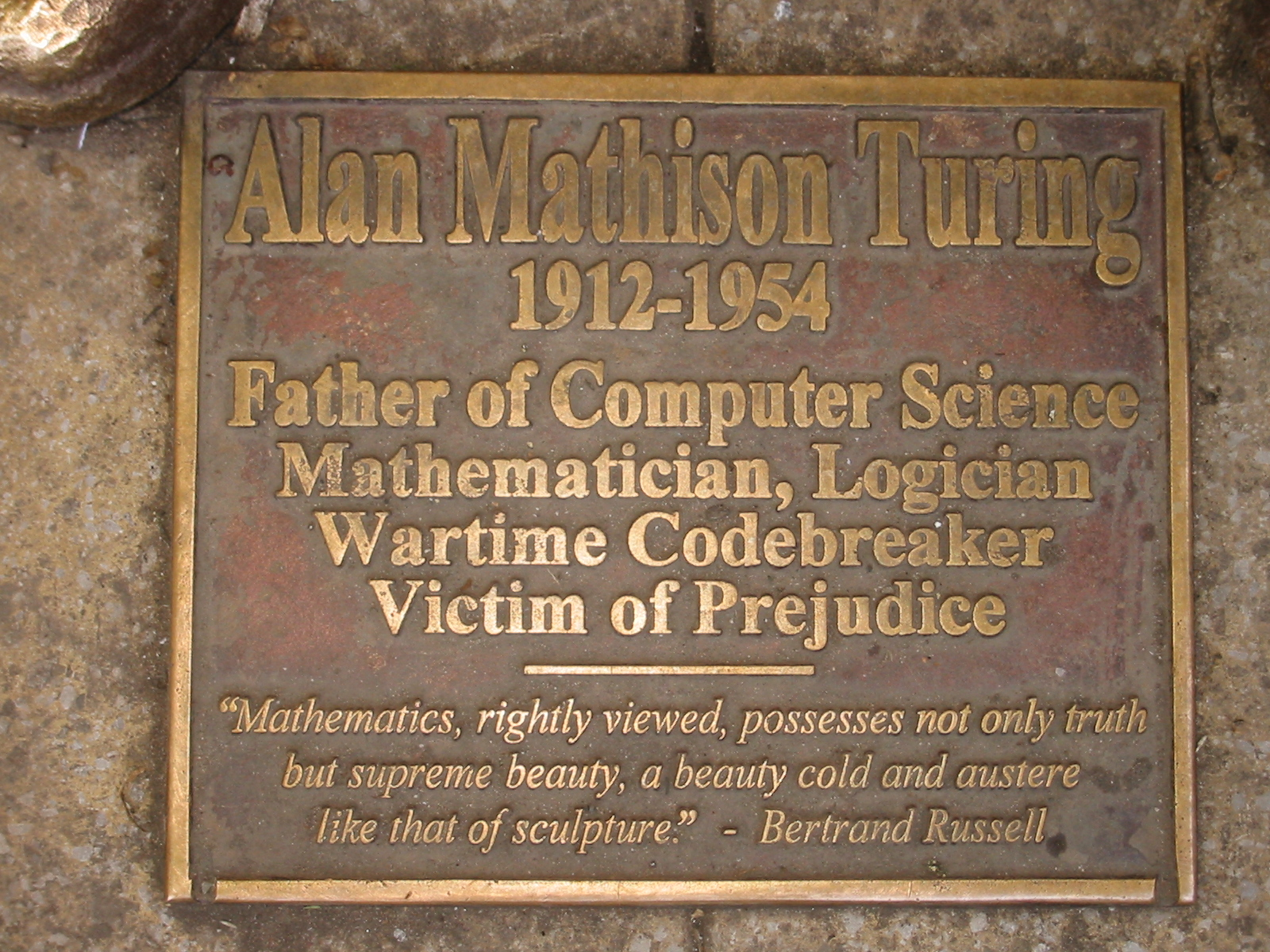
Placa do memorial a Alan Turing.

O memorial a Alan Turing (1912-1954) está situado no espaço público de Sackville Park, na cidade de Manchester, na Inglaterra. Este monumento foi erigido em memória eterna ao pai da informática, da computação moderna.
Alan Turing faleceu em 1954 após ser perseguido pelas forças policiais inglesas explicitamente por causa de sua homossexualidade, então ainda considerada como ilegal naquele país. Ele é tido não somente como ícone da tecnologia da informação mas também como um ícone gay. Portanto, não é mera coincidência que seu memorial tenha sido instalado nas cercanias do distrito Canal Street, o distrito LGBT de Manchester.
A estátua de Alan Turing foi inaugurada em 23 de junho (data de nascimento do cientista), em 2001. A peça foi concebida pelo britânico Richard Humphry e produzida na China. 

## Simbologia
Alan Turing aparece segurando uma maçã na estátua, um símbolo ocidental clássico utilizado na representação do conceito do amor proibido; podendo representar também a árvore do conhecimento do bem e do mal (uma referência da criação bíblica); além disso, segundo a tradição histórica (i.e. lenda), foi uma maçã que caiu sobre a cabeça do grande e célebre cientista Isaac Newton; mas neste caso, sobretudo, a maçã significa a própria morte do matemático Alan Turing pois ele, supostamente, morreu por ter comido uma maçã contendo cianureto (também conhecido popularmente como cianeto). 
Vítima do preconceito, tido como herói além das fronteiras de sua terra natal, Alan Turing aparece sentado sozinho em um banco de parque segurando a sua última maçã.  

## Galeria

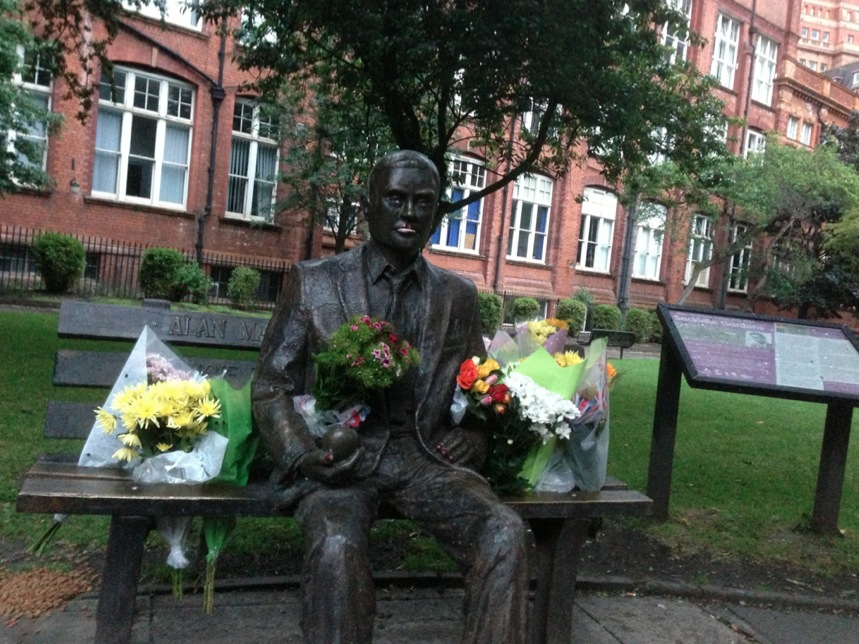
Flores no Memorial de Alan Turing, 2012.
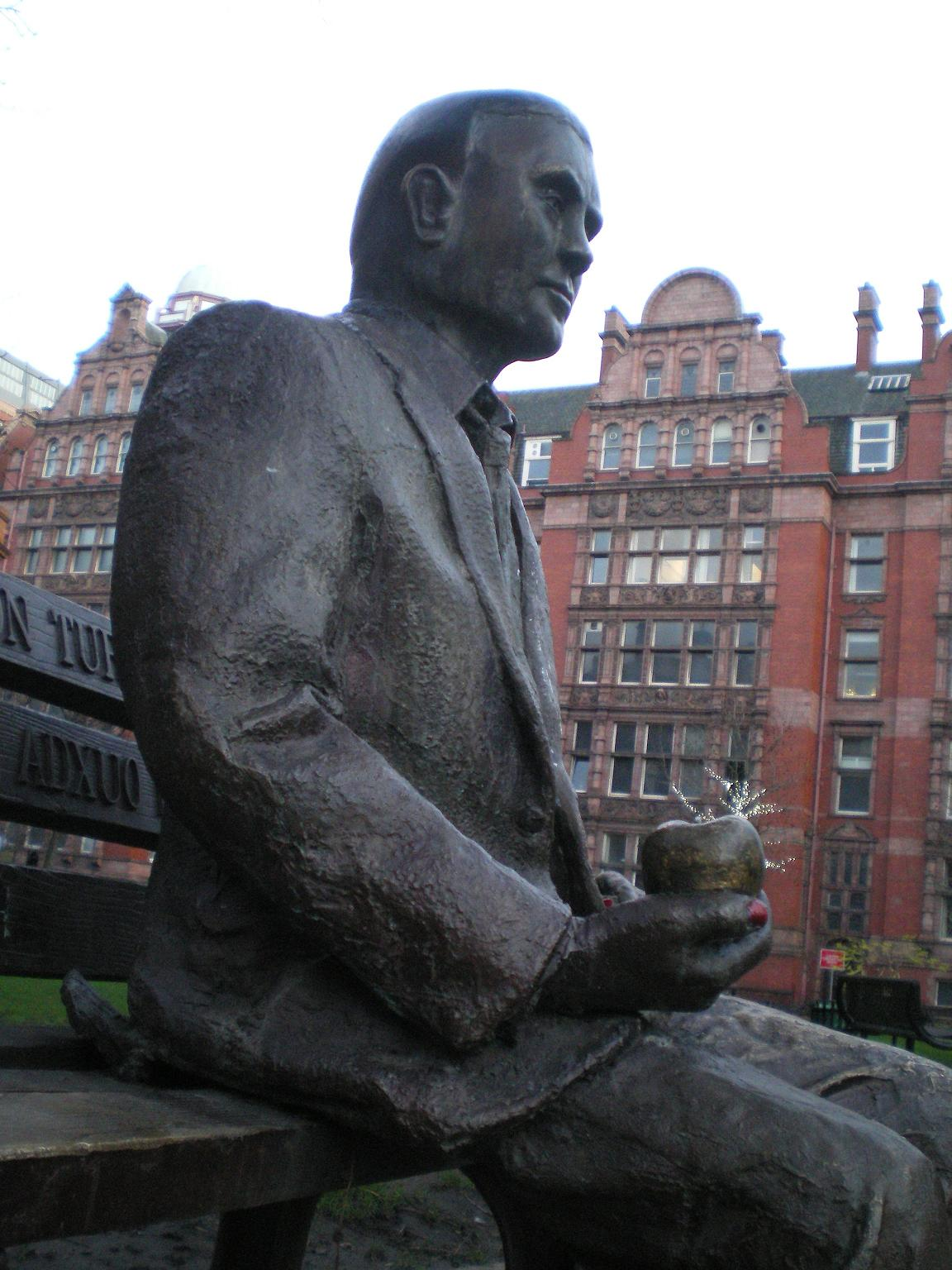
Turing Memorial close-up, mostrando a maçã que ele segura
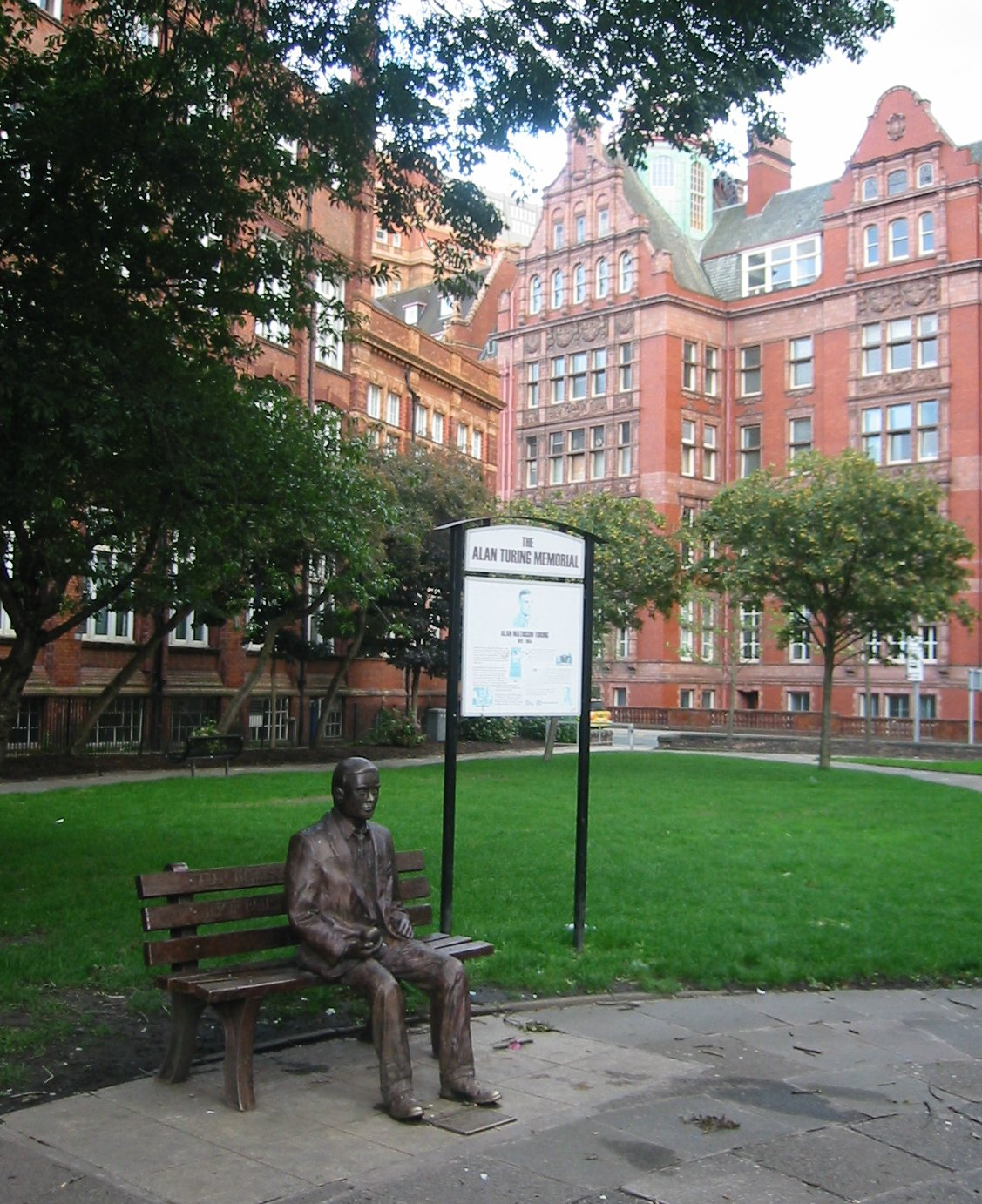
Turing Memorial com o Escritório da Faculdade de Engenharia e Ciências Físicas da Universidade de Manchester ao fundo.
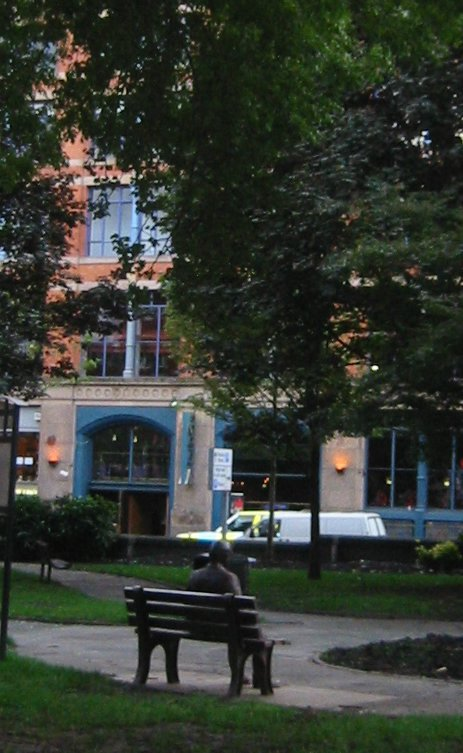
Turing Memorial olhando para Sackville Street.
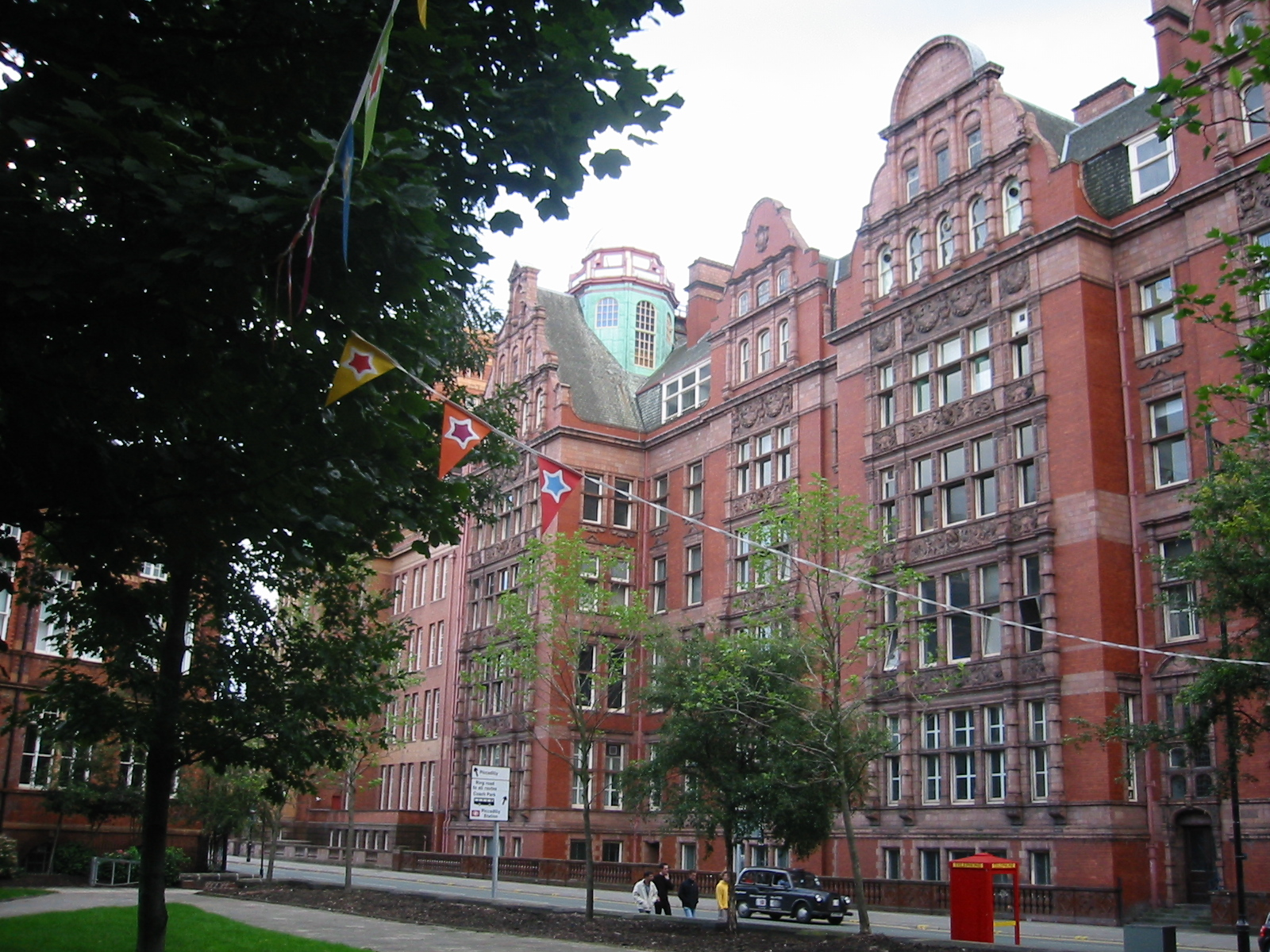
Parque Sackville olhando para o Edifício Sackville, Universidade de Manchester.
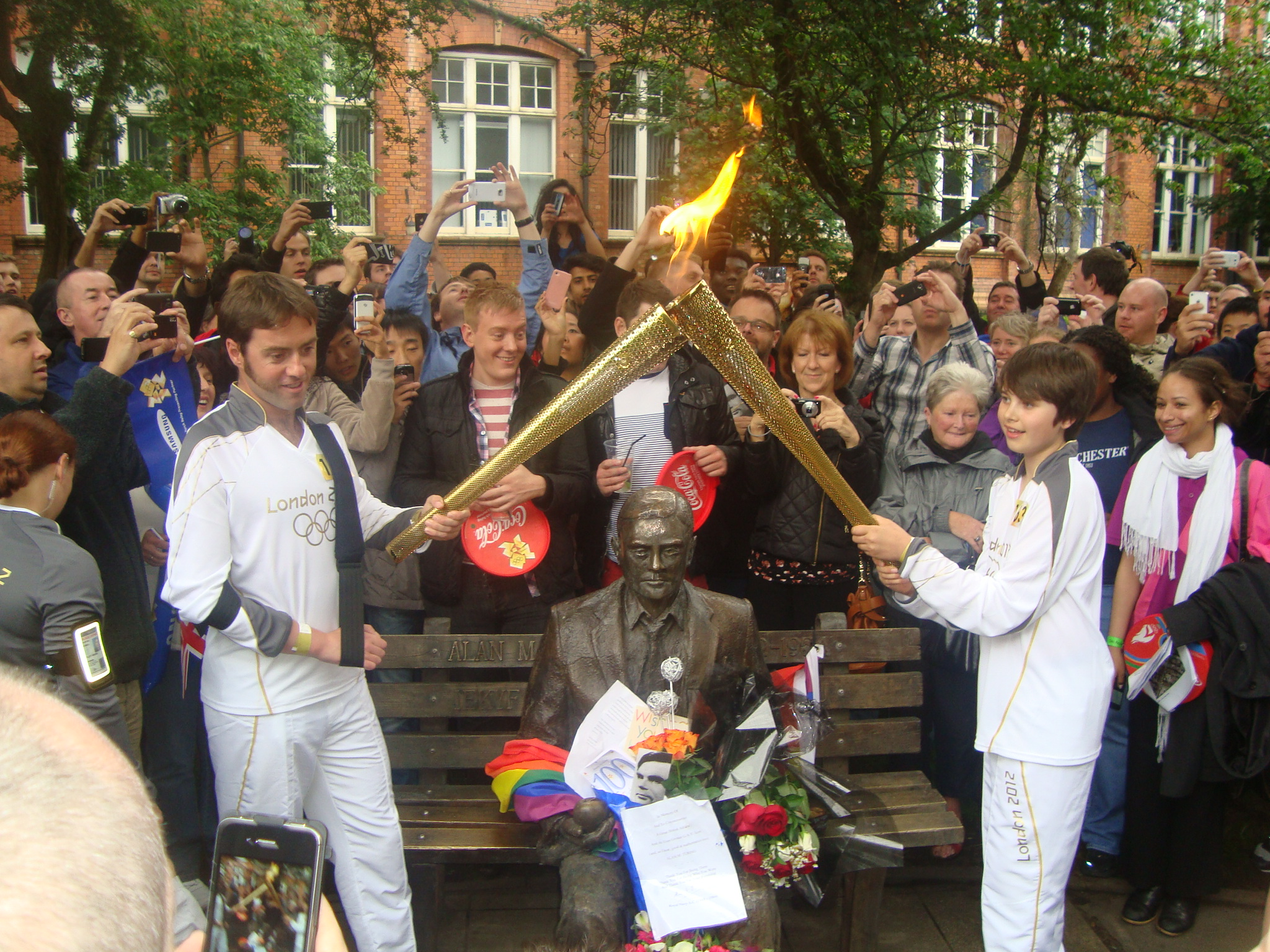
A tocha olímpica de Londres 2012 parou na estátua de Turing em Manchester em seu 100º aniversário.
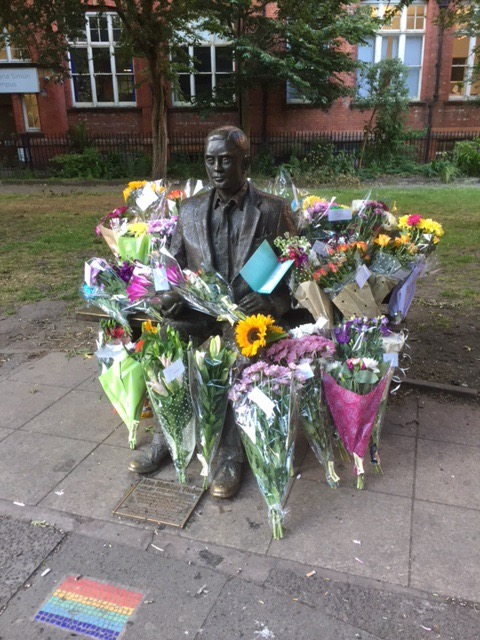
Flores na estátua em 2018, um dia antes do aniversário de 106 anos de Turing.